# Gabor Adler
Gabor Adler (Satu Mare, 15 settembre 1919 – Roma, 3 giugno 1944) è stato un agente segreto e partigiano ungherese.
Noto anche con i nomi di copertura del capitano britannico "John Armstrong" ed anche "Gabriele Bianchi", la sua vera identità è rimasta ignota per oltre 60 anni. Adler fu infatti uno dei 14 morti dell'Eccidio de La Storta, ma fino al 2009 era identificato come "soldato inglese sconosciuto".

## Biografia
Nato nell'allora Transilvania ungherese (oggi territorio della Romania) da una famiglia di origine ebraica, si trasferì a Merano nel corso del 1922. Nel 1935, rimasto orfano del padre, si spostò a Milano, vivendo probabilmente per un periodo anche in Germania. Dopo l'introduzione delle Leggi razziali fasciste del 1939, Adler decise di trasferirsi ancora, lasciando la madre e il fratello in Italia, imbarcandosi da Genova con destinazione Algeri.
Dopo lo scoppio della Seconda guerra mondiale decise di arruolarsi nel Special Operations Executive, il "braccio operativo" dei servizi segreti britannici, con il nome "John Armstrong". Il 10 gennaio 1943 prese parte all'operazione "Moselle", sbarcando a Capo Sferracavallo sulla costa nuorese, dal sommergibile britannico P228. Venne tuttavia catturato, e nel maggio dello stesso anno tradotto nel carcere di Regina Coeli. Fu poi trasferito nel carcere di via Tasso, dove rimase fino al 3 giugno 1944. La notte di quel giorno infatti i nazisti, in fuga da Roma, caricarono sui camion 80 prigionieri: fra essi vi era anche John Armstrong. Uno dei camion si fermò lungo la via Cassia: proprio lì persero la vita in 14. fra cui anche Gabor Adler/John Armstrong, nel cosiddetto Eccidio de La Storta.
Sulla lapide in ricordo delle vittime, il nome di Adler non figurava. Il suo corpo, dopo la scoperta dell'eccidio, venne portato presso l'obitorio dell'ospedale S. Spirito con un cartellino indicante "soldato inglese sconosciuto". Il corpo fu esaminato da un prete neozelandese che, non conoscendo Adler, non poté identificarlo.